# Pezzana
Pezzana je italská obec v provincii Vercelli v oblasti Piemont. K 31. prosinci 2011 zde žilo 1 347 obyvatel.
Nachází se zde římskokatolický kostel sv. Eusebia z Vercelli.

## Sousední obce
Asigliano Vercellese, Caresana, Palestro (PV), Prarolo, Rosasco (PV), Stroppiana